# Alto Paraná (departamento)
Alto Paraná é uma subdivisão administrativa do Paraguai. Sua capital é Cidade do Leste. Com uma população estimada em 830.943 habitantes (DGEEC), tornando-se o segundo departamento mais populoso e é o sétimo maior em área territorial, com uma área de 14,895 km². Está localizado a leste da Região Leste. Sua fronteira norte do departamento de Canindeyú, a leste pela República Federativa do Brasil e da Argentina, a sul pelo departamento de Itapúa, no sudoeste do departamento de Caazapá e ao oeste pelo departamento de Caaguazú. Sua economia é baseada principalmente na agricultura e é o maior produtor de soja no país.
Além de Ciudad del Este, Hernandarias é uma das cidades mais povoadas do Departamento de Alto Paraná. Hernandarias foi fundada em  1896, através da lei número 23. No final do século XIX, a cidade tinha se transformado num porto renomado, que era conhecido com o nome de Tacurú Pucú.
Através deste porto se enviava toras de madeira em jangadas utilizando-se o curso do rio Paraná até a cidade de Encarnación. E de Encarnacìón se trazia telas, equipamentos agrícolas, e principalmente charque, que servia de alimento para os trabalhadores da cidade.
Em Tacurú Pucú, onde hoje é Hernandarias, concentrava-se toda a atividade comercial da época. Cada mês chegava um barco que além de trazer notícias e alimentos de Encarnación, também trazia os trabalhadores recém contratados, a quem era hábito pagar por mês e ainda adiantado a fim de que os mesmos pudessem enviar o dinheiro a seus familiares, que geralmente eram deixados para trás em outros vales. Era comum muitos destes trabalhadores jamais retornarem a suas casas, ou por acidentes de trabalhos ou por mordida de serpentes, escorpiões, etc.
Além disso, historiadores comentam que, naquela época, pelo menos nesta parte do Paraguai valia a lei da selva, onde só sobreviviam os mais fortes e resistentes. Os trabalhadores da época viviam praticamente em estado de escravidão, eram obrigados a trabalhar inclusive em dia de chuva. É comprovado também que muitos trabalhadores não viam nunca a cor do dinheiro, uma vez que gastavam muito em comida, bebida e outras coisas, em valores que superava em muito o salário recebido, de tal forma que nunca podiam saldar sua dívida e, por conseguinte, não podiam abandonar o trabalho se não pagassem a conta pendente.

## Subdivisões
O departamento de Alto Paraná é constituído de 22 distritos, que por sua vez são divididos em bairros (em áreas urbanas) e companhias (em áreas rurais).

### Distritos
| Distritos                     | População (est.2019) |
| ----------------------------- | -------------------- |
| 1 Ciudad del Este             | 301 815              |
| 2 Doctor Juan León Mallorquín | 22 460               |
| 3 Domingo Martínez de Irala   | 5 734                |
| 4 Hernandarias                | 79 690               |
| 5 Iruña                       | 6 253                |
| 6 Itakyry                     | 38 577               |
| 7 Juan Emilio O'Leary         | 26 370               |
| 8 Los Cedrales                | 10 333               |
| 9 Mbaracayú                   | 8 876                |
| 10 Minga Guazú                | 89 129               |
| 11 Minga Porá                 | 15 041               |
| 12 Naranjal                   | 6 077                |
| 13 Ñacunday                   | 9 524                |
| 14 Presidente Franco          | 101 720              |
| 15 San Alberto                | 12 060               |
| 16 San Cristóbal              | 11 162               |
| 17 Santa Fe del Paraná        | 4 256                |
| 18 Santa Rita                 | 33 744               |
| 19 Santa Rosa del Monday      | 7 491                |
| 20 Yguazú                     | 11 329               |
| 21 Tavapy                     | 8 498                |
| 22 Doctor Raul Peña           | 9 448                |